# ツェルビネッタ (小惑星)
ツェルビネッタ (693 Zerbinetta) は小惑星帯に位置する小惑星。ドイツの天文学者アウグスト・コプフがハイデルベルクで発見した。
リヒャルト・シュトラウスのオペラ『ナクソス島のアリアドネ』の登場人物に因んで命名された。